# Jiří Siegel
Jiří Siegel (5. března 1927, Praha – 16. června 2012, Praha) byl český architekt, spisovatel a basketbalista. Je otcem herečky Isabely Soukupové.

## Život a kariéra
Studoval na Vysoké škole architektury a pozemního stavitelství v Praze, basketbalu se věnoval již během vysokoškolských studií. V roce 1948 se zúčastnil turnaje mužů na letních olympijských hrách v Londýně.

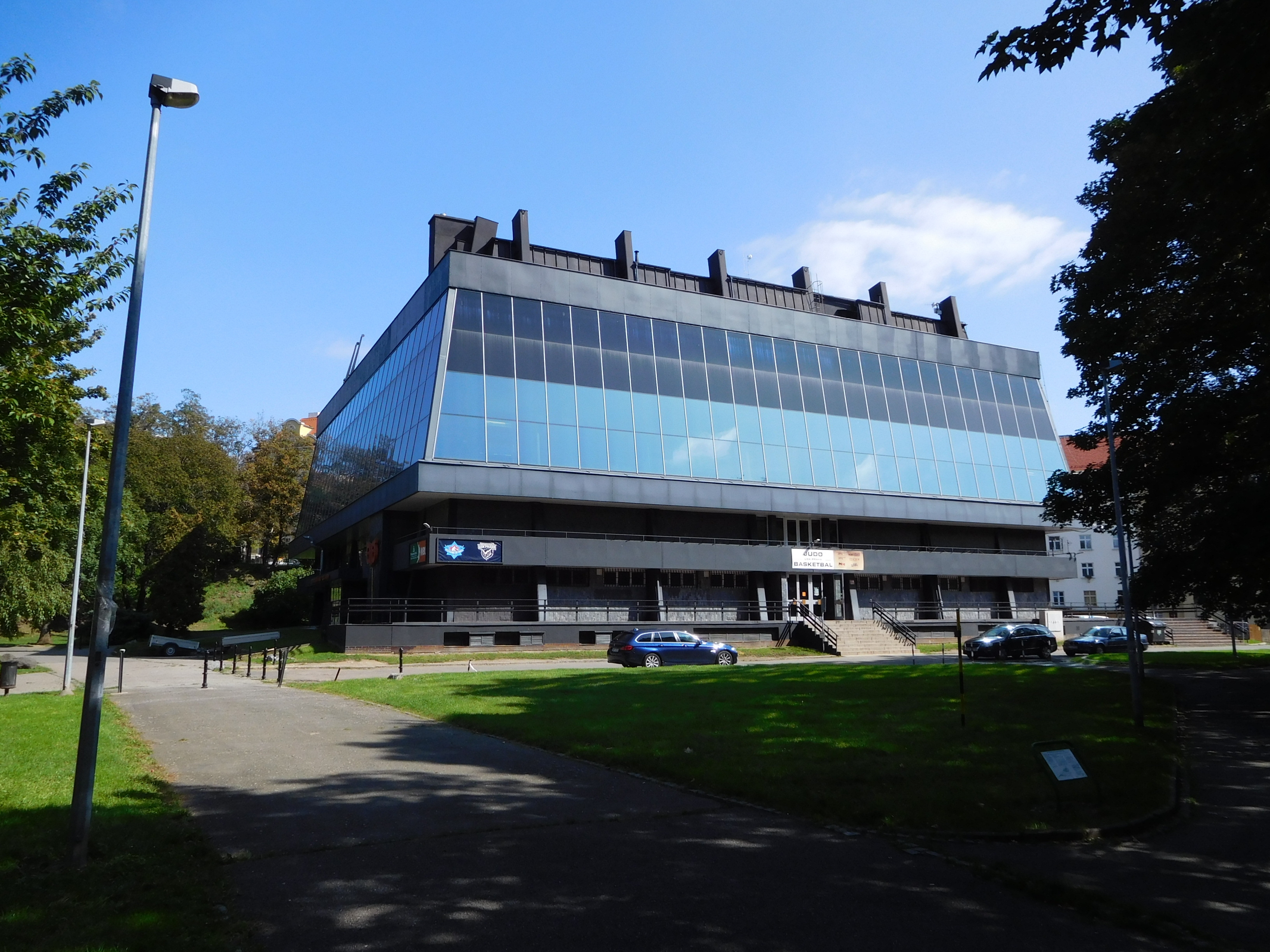
Sportovni hala Folimanka

Jako architekt byl zaměstnán ve Sportprojektu Praha. Za svůj život navrhl mimo jiné byt Jiřího Šlitra, vilu Karla Gotta ve Strašnicích, hotel Poustevník v Peci pod Sněžkou, boudu pro horskou službu v Krkonoších nebo také několik sportovních staveb, například Sportovní halu Folimanka v Praze. Ke sportovním stavbám měl totiž jako bývalý olympionik celoživotní vztah.
Věnoval se rovněž hudbě nebo psaní. Napsal několik humoristických knih či publikace o herci Jiřím Lírovi a mimovi Jaroslavu Čejkovi. Je rovněž autorem knihy Dům a jeho architekt, která pojednává o vztazích mezi zadavatelem stavby a architektem.